# Arena Mauro Sampaio
La Arena Mauro Sampaio (conocida como Romeirão, y actualmente, Arena Romeirão) , es un estadio de fútbol ubicado en Juazeiro do Norte e inaugurado en 1970. Pertenece a la alcaldía de Juazeiro do Norte y es donde ejercen su localía los principales equipos de fútbol de la ciudad.

## Historia
Construido por el entonces alcalde Mauro Sampaio, Romeirão fue inaugurado en medio de las celebraciones del Día del Trabajo de 1970, en un partido entre Fortaleza y Cruzeiro, ganado por el equipo de Minas Gerais por el marcador de 3 a 0. El primer gol del estadio fue anotado por el jugador del Cruzeiro Natal.
Como el Juazeiro do Norte no tenía equipo profesional, el Romeirão fue utilizado por la Liga Desportiva Juazeirense para celebrar el Campeonato Juazeirense (torneo amateur). Recién en 1973, con la profesionalización de Icasa, Romeirão comenzó a albergar partidos oficiales. Al año siguiente fue la vez del Guarani de profesionalizarse.
El récord de público en Romeirão se registró el 27 de noviembre de 1977, en un partido amistoso entre una combinación de equipos locales (Icasa y Guarani), y el equipo del Fluminense. 24.000 personas acudieron al estadio para ver el partido que terminó en empate 2-2.
El mejor anotador de la historia del Romeirão es Geraldino Saravá con 72 goles marcados.
Garrincha jugó en el Romeirão el 21 de abril de 1972, defendiendo al equipo de Olaria, ya en la etapa final de su carrera.
Pelé el 3 de abril de 1974 con el Santos jugó en el Romeirão en un partido amistoso.
El 3 de junio de 1984, Romeirão acogió el partido de despedida de Sócrates en el fútbol brasileño, cuando el deportista se trasladaba a la Fiorentina de Italia. Fue un partido amistoso entre el Corinthians y el Vasco con el delantero Roberto Dinamite que terminó con la victoria del equipo paulista por 3-0.